# I Like It (Enrique Iglesias)
I Like It è un brano musicale interpretato dal cantante spagnolo Enrique Iglesias ed estratto come secondo singolo dall'album Euphoria del 2010.

## Descrizione
I Like It, prodotto da RedOne, utilizza l'interpolazione con il brano del 1983 All Night Long (All Night) di Lionel Richie e figura la partecipazione del rapper Pitbull. Il singolo è stato distribuito il 3 maggio 2010, ed è stata inserito nella colonna sonora del reality show di MTV Jersey Shore. Una versione della canzone priva della parte rap di Pitbull è presente nella versione britannica dell'album Euphoria.
Il singolo è entrato nella top ten di diverse nazioni, fra cui Regno Unito, Australia, Belgio, Spagna e Stati Uniti, dove I Like It ha raggiunto la quarta posizione della Billboard Hot 100, diventando il primo successo statunitense di Enrique Iglesias dai tempi di Hero del 2001, che raggiunse la terza posizione. Il brano è stato il 99° singolo più scaricato in Italia secondo Fimi nel 2010.

## Il video
Il video musicale prodotto per I Like It è stato diretto da Wayne Isham e presentato in anteprima il 19 maggio 2010 dal sito ufficiale della rivista The Sun.
È stata distribuita anche una versione alternativa del video che vede protagonisti i personaggi della trasmissione Jersey Shore,, diretta da David Russeau e trasmessa a partire dal 7 giugno 2010.
Il video ha ottenuto la certificazione Vevo.

## Tracce
Digital download
1. I Like It featuring Pitbull - 3:52

Promo - CD-Single
1. I Like It featuring Pitbull - 3:52
2. I Like It  - 3:15

## Classifiche
| Classifica (2010)   | Posizione massima |
| ------------------- | ----------------- |
| Australia           | 2                 |
| Austria             | 8                 |
| Belgio (Vallonia)   | 3                 |
| Belgio (Fiandre)    | 5                 |
| Canada              | 1                 |
| Danimarca           | 8                 |
| Estonia             | 1                 |
| Europa              | 4                 |
| Finlandia           | 8                 |
| Francia             | 2                 |
| Germania            | 10                |
| Irlanda             | 6                 |
| Italia              | 18                |
| Lussemburgo         | 5                 |
| Norvegia            | 7                 |
| Nuova Zelanda       | 7                 |
| Paesi Bassi         | 18                |
| Polonia             | 5                 |
| Regno Unito         | 4                 |
| Repubblica Ceca     | 2                 |
| Russia              | 8                 |
| Slovacchia          | 4                 |
| Spagna              | 4                 |
| Svezia              | 26                |
| Svizzera            | 6                 |
| Ucraina             | 10                |
| Ungheria            | 7                 |
| Stati Uniti         | 4                 |
| Stati Uniti (Pop)   | 2                 |
| Stati Uniti (Dance) | 1                 |